# Даніель де Ріддер
Даніель де Ріддер (нід. Daniël de Ridder, нар. 6 березня 1984, Амстердам) — нідерландський футболіст, що грав на позиції півзахисника.
Виступав, зокрема, за клуб «Аякс», а також молодіжну збірну Нідерландів.

## Клубна кар'єра

### «Аякс»
Народився 6 березня 1984 року в місті Амстердам. Батько Даніеля був нідерландцем, а мати родом із Ізраїлю. Вихованець футбольної школи клубу «Аякс».
21 січня 2004 року дебютував у першій команді «Аякса» в матчі проти «Роди». Свій перший м'яч за «Аякс» де Ріддер забив 16 травня 2004 року в матчі проти «Віллема II». У чемпіонаті Нідерландів сезону 2003/04 де Ріддер зіграв 15 матчів та забив 1 гол і став чемпіоном Нідерландів. У вересні 2004 року Даніель дебютував у Лізі Чемпіонів, вийшовши на заміну на 69-й хвилині матчу проти німецької «Баварії», який завершився поразкою «Аякса» з рахунком 0:4. Наприкінці року «Аякс» продовжив з Даніелем контракт до 2007 року.
У сезоні 2004/05 де Ріддер рідше потрапляв до основного складу, зігравши всього 15 матчів і забив 2 м'ячі. У травні 2005 року деякі нідерландські газети заявили про те, що багато європейських клубів, серед яких були клуби з Англії, Франції та Іспанії, зацікавлені де Ріддером, в той же час перед новим сезоном 2005/06 років гравцюсказали, що для нього не буде місця в команді, і він може очікувати мало ігрового часу, якщо вирішить залишитися.

#### Оренда в «Сельті»
Новим клубом де Ріддера стала іспанська «Сельта», яка домовилася з «Аяксом» про дворічну оренду Даніеля, з можливістю викупити після закінчення оренди за € 1 млн. 25 вересня 2005 року Даніель дебютував у складі «Сельти» у матчі проти «Севільї». Свій перший м'яч за «Сельту» де Ріддер забив 3 квітня 2006 року в матчі проти «Атлетіко Мадрида». Загалом у чемпіонаті Іспанії сезону 2005/06 Даніель провів 17 матчів та забив 1 м'яч, а його клуб посів 6 місце у чемпіонаті, яке давало право виступати у першому раунді Кубка УЄФА 2006/07. У наступному сезоні де Ріддер зіграв за «Сельту» лише три гри, а його клуб посівши 18 місце, вилетів до другої іспанської ліги. Після закінчення оренди «Сельта» не стала викуповувати трансфер Даніеля, а після повернення в «Аякс» де Ріддер за взаємною згодою розірвав контракт із клубом і став вільним агентом.

### Виступи в Англії
3 липня 2007 року де Ріддер підписав контракт з «Бірмінгем Сіті». Дебют Даніеля в англійській Прем'єр-лізі відбувся 12 серпня 2007 року в матчі проти лондонського «Челсі». У своєму дебютному матчі Даніель отримав травму гомілкостопу і був замінений. Всього в сезоні 2007/08 Даніель зіграв лише 10 матчів, а після закінчення сезону, за результатами якого команда покинула вищий дивізіон, контракт де Ріддера був анульований за взаємною згодою.
Залишивши клуб Даніель підписав трирічний контракт з клубом «Віган Атлетік». Дебют де Ріддера відбувся 16 серпня 2008 року в матчі проти «Вест Гем Юнайтеда», Даніель вийшов на заміну на 83 хвилин замість Маріо Мельхіота, а його новий клуб поступився з рахунком 1:2.
У сезоні 2009/10 Даніель втратив місце в основі і 20 січня 2010 року перейшов у «Хапоель» (Тель-Авів) на правах оренди до кінця сезону. За його підсумками виграв «золотий дубль».

### Завершення кар'єри
9 липня 2011 року Де Ріддер підписав дворічний контракт із швейцарським «Грассгоппером», де провів один сезон, після чого повернувся до Нідерландів і виступав за «Геренвен» та «Валвейк».
Завершив ігрову кар'єру у команді «Камбюр», за яку виступав протягом 2014—2015 років.

## Виступи за збірні
У 2002—2003 роках грав у складі юнацької збірної Нідерландів (U-19).
Протягом 2004—2007 років залучався до складу молодіжної збірної Нідерландів. З командою поїхав на молодіжний чемпіонат Європи 2006 року в Португалії. Після перших двох групових матчів Нідерланди набрали лише одне очко і були на межі вильоту. У вирішальному третьому матчі де Ріддер почав на лаві запасних проти чинних чемпіонів, збірної Італії, і вийшов на поле на 72-й хвилині, а через дві хвилини забив єдиний гол у грі, завдяки чому нідерландці вийшли до півфіналу. У фіналі проти України Даніель віддав гольову передачу, з якої Нікі Гофс забив гол, встановивши остаточний рахунок 3:0, завдяки якому вперше в історії нідерландці виграли молодіжну європейську першість.
Наступного року де Ріддер знову брав участь у домашньому молодіжному чемпіонаті Європи 2007 року, на якому нідерландська молодіжка вдруге поспіль стала переможцем турніру. Загалом на молодіжному рівні Даніель зіграв у 30 офіційних матчах, забив 2 голи.

## Статистика виступів

### Статистика клубних виступів
| Сезон                     | Команда                   | Чемпіонат | Чемпіонат | Чемпіонат | Національний кубок | Національний кубок | Національний кубок | Континентальні кубки | Континентальні кубки | Континентальні кубки | Інші змагання | Інші змагання | Інші змагання | Усього | Усього |
| Сезон                     | Команда                   | Ліга      | Ігор      | Голів     | Ліга               | Ігор               | Голів              | Ліга                 | Ігор                 | Голів                | Ліга          | Ігор          | Голів         | Ігор   | Голів  |
| ------------------------- | ------------------------- | --------- | --------- | --------- | ------------------ | ------------------ | ------------------ | -------------------- | -------------------- | -------------------- | ------------- | ------------- | ------------- | ------ | ------ |
| 2003–04                   | «Аякс»                    | E         | 15        | 1         | КН                 | 0                  | 0                  | ЛЧ                   | 0                    | 0                    | -             | -             | -             | 15     | 1      |
| 2004–05                   | «Аякс»                    | E         | 15        | 2         | КН                 | 0                  | 0                  | ЛЧ + КУЄФА           | 5                    | 1                    | СК            | 0             | 0             | 20     | 3      |
| Усього за «Аякс»          | Усього за «Аякс»          |           | 30        | 3         |                    | 0                  | 0                  |                      | 5                    | 1                    |               | 0             | 0             | 35     | 4      |
| 2005–06                   | «Сельта Віго»             | ПД        | 17        | 1         | КІ                 | 1                  | 0                  | -                    | -                    | -                    | -             | -             | -             | 18     | 1      |
| 2006–07                   | «Сельта Віго»             | ПД        | 3         | 0         | КІ                 | 0                  | 0                  | КУЄФА                | 2                    | 0                    | -             | -             | -             | 5      | 0      |
| Усього за «Сельту Віго»   | Усього за «Сельту Віго»   |           | 20        | 1         |                    | 1                  | 0                  |                      | 2                    | 0                    |               | -             | -             | 23     | 1      |
| 2007–08                   | «Бірмінгем Сіті»          | ПЛ        | 10        | 0         | КА                 | 1                  | 0                  | -                    | -                    | -                    | КЛ            | 1             | 0             | 12     | 0      |
| 2008–09                   | «Віган Атлетік»           | ПЛ        | 18        | 0         | КА                 | 1                  | 0                  | -                    | -                    | -                    | КЛ            | 3             | 0             | 22     | 0      |
| 2009-січ. 2010            | «Віган Атлетік»           | ПЛ        | 0         | 0         | КА                 | 0                  | 0                  | -                    | -                    | -                    | КЛ            | 0             | 0             | 0      | 0      |
| січ.-черв. 2010           | «Хапоель» (Тель-Авів)     | ПЛ        | 11+5      | 2+2       | КІ                 | 3                  | 0                  | ЛЄ                   | 1                    | 0                    | -             | -             | -             | 20     | 4      |
| 2010–11                   | «Віган Атлетік»           | ПЛ        | 0         | 0         | КА                 | 1                  | 0                  | -                    | -                    | -                    | КЛ            | 0             | 0             | 1      | 0      |
| Усього за «Віган Атлетік» | Усього за «Віган Атлетік» |           | 18        | 0         |                    | 2                  | 0                  |                      | -                    | -                    |               | 3             | 0             | 23     | 0      |
| 2011–12                   | «Грассгоппер»             | СЛ        | 21        | 3         | СА                 | 2                  | 0                  | -                    | -                    | -                    | -             | -             | -             | 23     | 3      |
| 2012–13                   | «Геренвен»                | E         | 15        | 3         | КН                 | 0                  | 0                  | ЛЧ                   | 0                    | 0                    | -             | -             | -             | 15     | 3      |
| Усього за кар'єру         | Усього за кар'єру         |           | 125+5     | 12+2      |                    | 9                  | 0                  |                      | 8                    | 1                    |               | 4             | 0             | 151    | 15     |

## Титули і досягнення
- Чемпіон Нідерландів (1):

«Аякс»: 2003/04
- Чемпіон Ізраїлю (1):

«Хапоель» (Тель-Авів): 2009/10
- Володар Кубка Ізраїлю (1):

«Хапоель» (Тель-Авів): 2009/10
- Чемпіонат Європи серед молодіжних команд (2):

Нідерланди U-21: 2006, 2007